# Pseudocyclops latisetosus
Pseudocyclops latisetosus is een eenoogkreeftjessoort uit de familie van de Pseudocyclopidae. De wetenschappelijke naam van de soort is voor het eerst geldig gepubliceerd in 1932 door Sewell.